# Juan Damián Matos
Juan Damián Matos Rodríguez es un deportista español que compitió en judo adaptado. Ganó medalla de oro en los Juegos Paralímpicos de Barcelona 1992 en la categoría de –65 kg.

## Palmarés internacional
| Juegos Paralímpicos | Juegos Paralímpicos | Juegos Paralímpicos | Juegos Paralímpicos |
| Año                 | Lugar               | Medalla             | Categoría           |
| ------------------- | ------------------- | ------------------- | ------------------- |
| 1992                | Barcelona (España)  | Medalla de oro      | –65 kg              |